# William Wilson Allen
William Wilson Allen (Kyloe, 1843 circa – Monmouth, 12 marzo 1890) è stato un militare britannico premiato con la Victoria Cross.

## Biografia
Proveniente dall'Inghilterra rurale, si arruolò nell'esercito all'età di 15-16 anni. Col tempo arrivò al grado di sergente, ma nel 1878 venne degradato perché sorpreso ubriaco in servizio. Spedito in Sudafrica come caporale, partecipò alla guerra anglo-zulu, venendo tuttavia lasciato a difesa dell'avamposto marginale di Rorke's Drift, probabilmente perché ritenuto inaffidabile.
Gli zulu tuttavia attaccarono in breve tempo l'avamposto, risultando nella battaglia di Rorke's Drift. Durante la battaglia venne ferito alla spalla sinistra, ma nonostante la gravità del danno assieme al soldato Frederick Hitch continuò a tenere aperte le comunicazioni tra l'ospedale, punto più esposto della guarnigione, e il resto del sistema di difesa. Non potendo più combattere, effettuò quindi il servizio da staffetta consegnando munizioni ai soldati della prima linea e contribuendo così alla vittoria finale dei britannici.
Per il suo eroismo venne reintegrato nel precedente grado di sergente e venne ricompensato con la Victoria Cross, la più alta onorificenza militare britannica, che ricevette direttamente dalla regina Vittoria durante una cerimonia a Windsor Castle il 9 dicembre 1879. Rientrato quindi in Inghilterra, divenne un istruttore al campo d'addestramento di Monmouth; qui morì ancora in servizio nel 1890, colpito dall'influenza russa che stava flagellando l'Europa in quegli anni.
È sepolto nel Cimitero di Monmouth. La sua Victoria Cross è oggi in mostra a Brecon, in Galles. Nel film Zulu, che rievoca la battaglia di Rorke's Drift, è interpretato dall'attore Glynn Edwards.